# Perfect Life (Levina)
Perfect Life è un singolo della cantante tedesca Levina, pubblicato il 9 febbraio 2017 su etichetta discografica Sony Music. Il brano, scritto e composto da Lindsey Ray, Lindy Robbins e Dave Bassett, ha vinto il programma Unser Song 2017, grazie al quale avrà il diritto di rappresentare la Germania all'Eurovision Song Contest 2017 a Kiev, in Ucraina.

## Tracce
Download digitale
1. Wildfire – 3:10
2. Perfect Life – 3:01
3. Wildfire (Versione strumentale) – 3:10
4. Perfect Life (Versione strumentale) – 3:01

## Classifiche
| Classifica (2017) | Posizione massima |
| ----------------- | ----------------- |
| Germania          | 28                |